# Holaptilon
Holaptilon — род богомолов из семейства Gonypetidae. Включает два вида, распространённых на Ближнем Востоке и в Иране.
Мелкие бескрылые богомолы. Голова толстая и широкая, шире переднеспинки. Фасеточные глаза шаровидные, простые глазки очень мелкие, удалены друг от друга. Антенны тонкие, у самцов покрыты короткими ресничками. Тазики передних ног длиннее переднеспинки. Передние бедра толстые. Первый членик задней лапки короче, чем другие членики суммарно. Церки короткие.

## Виды
К роду принадлежат 2 вида:
- Holaptilon brevipugilis Kolnegari, 2018
- Holaptilon pusillulum Beier, 1964